# بيل بومان
بيل بومان (بالإنجليزية: Bill Bowman)‏ هو لاعب كرة قاعدة أمريكي، ولد في 23 يناير 1867 في شيكاغو في الولايات المتحدة، وتوفي بنفس المكان في 28 ديسمبر 1944.